# دار الكاملة

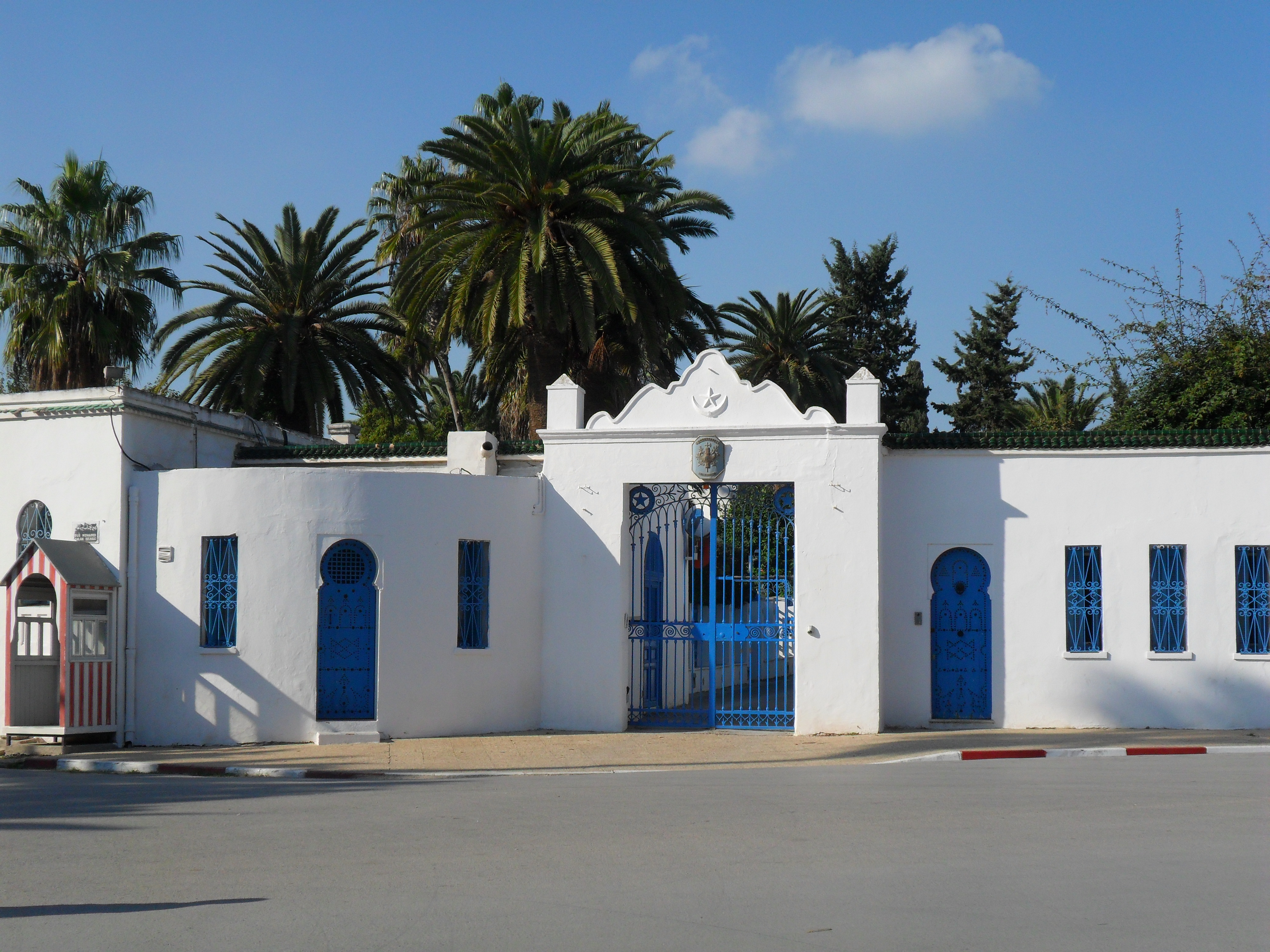
المدخل الخارجي للقصر.

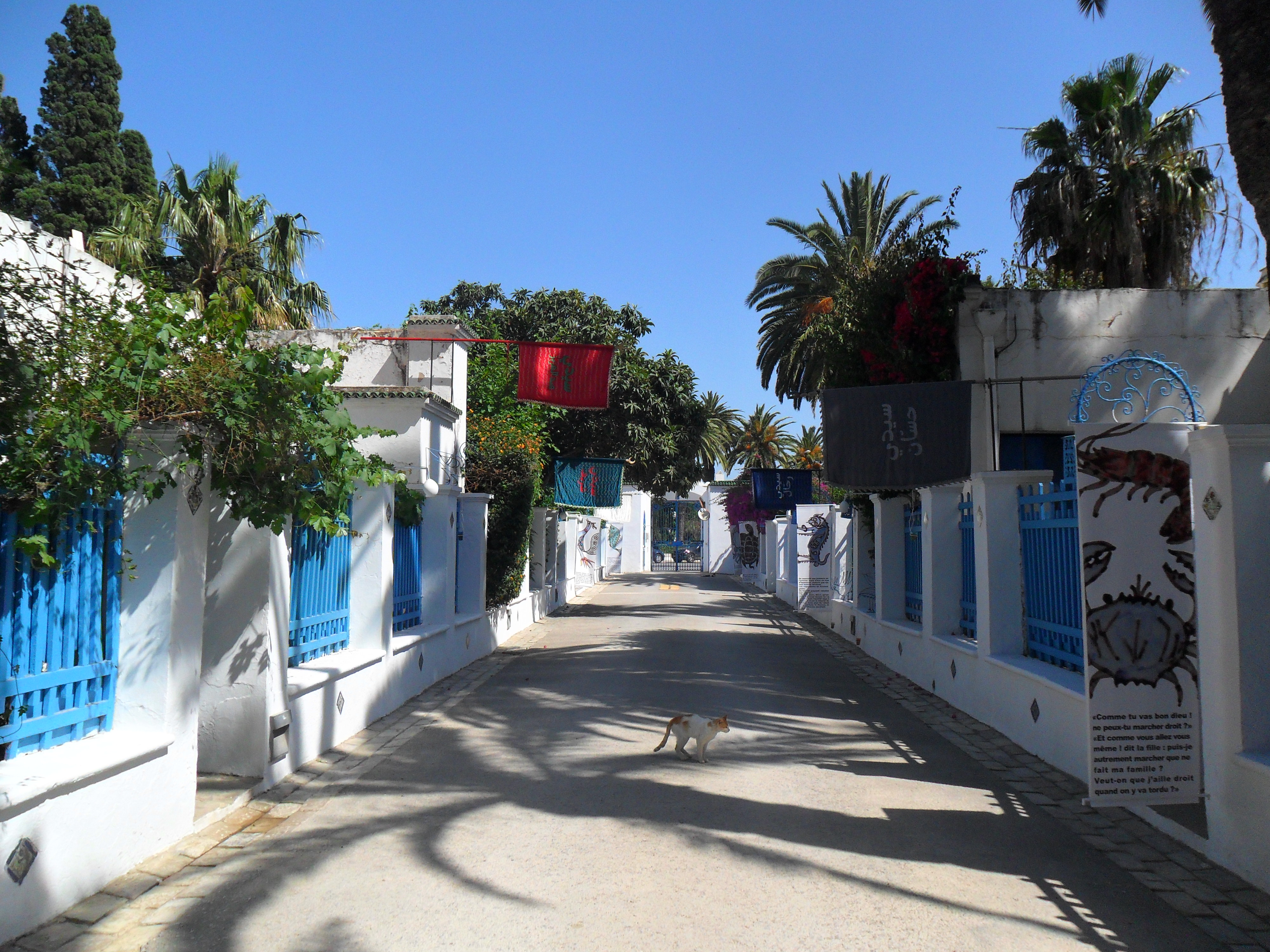
رواق المدخل.

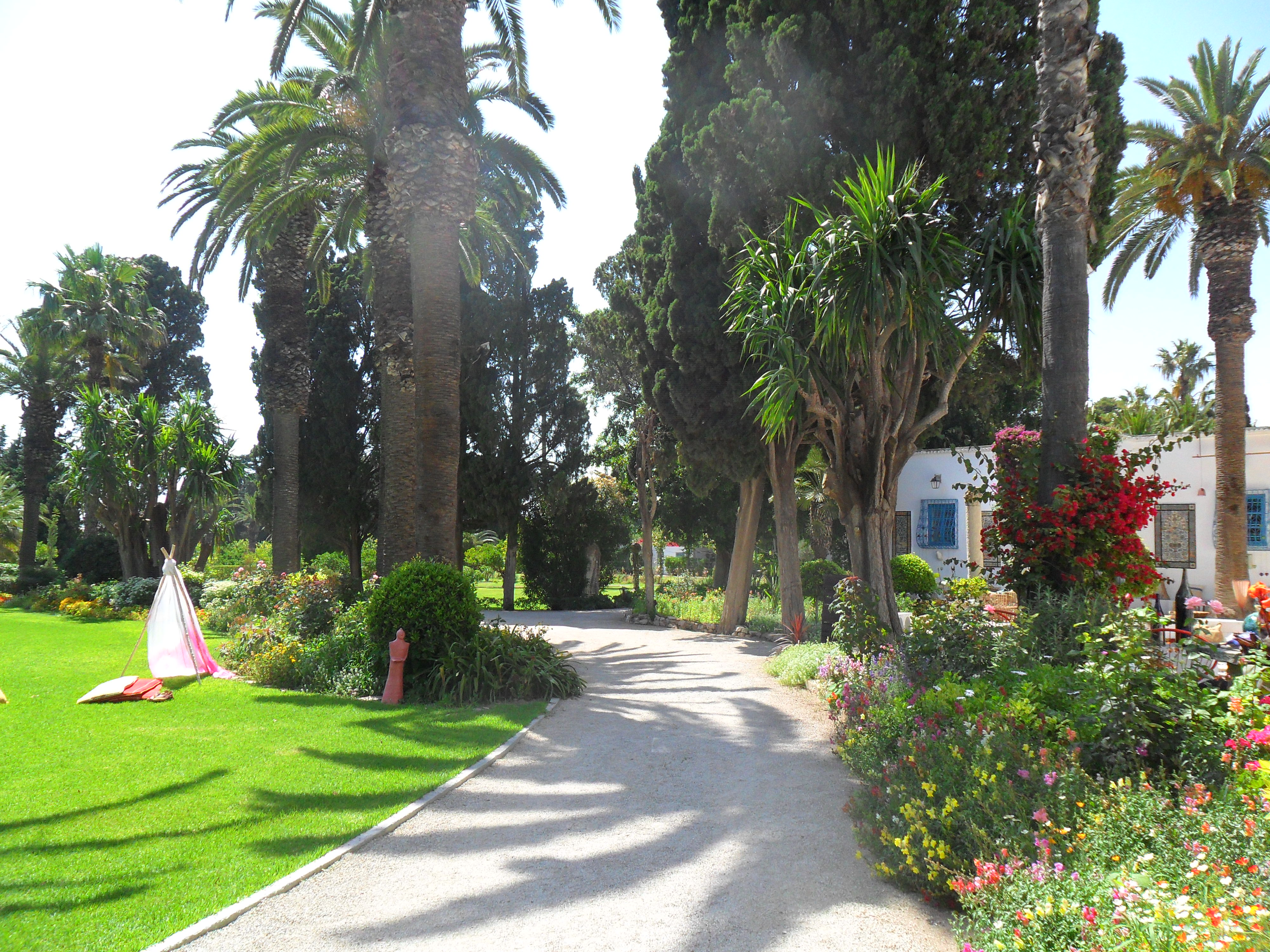
الحديقة الداخلية.

دار الكاملة أو سابقا برج المنستيري هي قصر تونسي يقع في المرسى، وهو حاليا مقر إقامة السفير الفرنسي في تونس.

شيد في حوالي 1800، وشهد منذها العديد من أشغال التوسعة والتجميل، تميزت بتأثير العمارة العثمانية والإسبانية المغربية والإيطالية والتونسية الجنوبية.

## التاريخ
شيدت القصر في حوالي 1800، وكان يسمى في البداية برج المنستيري، نسبة إلى مالكه القائد أحمد المنستيري وهو أحد أعيان مدينة تونس، الذي أدخل عليه تغييرات هامة بمناسبة زياراته الصيفية. هذه العائلة تركية الأصل، والتي إندثرت اليوم، يرجع أصلها لمدينة مناستر في الدولة العثمانية (اليوم بيتولا في مقدونيا)، واستقرت في مدينة تونس في بداية عهد الحسينيين. كان أفراد العائلة في البداية من تجار الشاشية الأثرياء، قبل أن انتقالهم لبلاط الباي، أين حصلت ثلاثة زيجات أميرية بين عائلة المنستيري والبلاط بين 1822 و1837، تاريخ وفاة أحمد المسنتيري.

برج المنستيري كان هدية من محمود باي لصهره أحمد المسنتيري في حوالي 1822. بعد أن قطنها العديد من الأمراء وأعيان مدينة تونس، تم تقديم هذا القصر كهدية من سلطات الباي إلى قنصل فرنسا ليون روش في 1857، والذي أعاد تسميتها دار الكاملة العبارة التي تشير إلى الإتقان والكمال. بعد استقلال البلاد، أصبحت مقر إقامة سفير فرنسا في تونس. يمثل القصر اليوم أهمية معمارية كبيرة.

## الوصف

### الموقع
تقع دار الكاملة في المرسى، في ضواحي تونس العاصمة، وتحديدا قرب البحر وقرب زاوية سيدي صالح.

### الحدائق
تمتد الحديقة على ثلاثة هكتارات من المساحات الخضراء، إضافة إلى حديقة خاصة بالقصور الشرقية، وبها نافورة ذات طابع عربي إسلامي تقع في الجزء السفلي من الحديقة، ومقاعد وكشك من الخشب المنحوت.

### الهندسة الداخلية
الدخول إلى القصر يتم عبد درج يوصل إلى الطابق العلوي. تحيط الغرف والقاعات بفناء داخلي.

الجهة الخاصة من القصر مفصولة برواق يحتوي على قبب من الجص مدعومو بأعمدة رفيعة، وكان سابقا جناح الحريم، جدرانه مزخرفة ومتعددة الألوان، ويوجد بها كذلك جص منحوت بشكل دقيق، أما السفق فهو مدعوم بعوارض خشبية.

الشقق تشبه حرف T كبير، القبة المركزية تستعمل كصالة خاصة، تسمح بالوصول لمختلف الغرف. إحدى هذه الغرف تتميز عن مثيلاتها لشكلها العصري.

في مقابل الجزء الأساسي من القصر، توجد أدراج تسمح بالوصول للجزء المخصص للضيوف، الذي يتكون من غرف كبيرة ذات طابع إيطالي وإسلامي-إسباني: أفاريز جصية، تلبيسات مزخرفة نابوليتانية، رصيف رخامي، سقوف خشبية عالية منحوتة ذهبية وملونة.

الجزء الثالث من القصر، يعد أحد أجمل قطعه، وهي القاعة الكبرى، المخصصة لحفلات العشاء الرسمية، وتفاجئ الناظر بنمطها المستوحى من منطقة الجريد في الجنوب التونسي حيث تعلوها قباب كبيرة من الطوب الصلب. هي في الحقيقة امتداد لتحسينات وقعت في الخمسينيات من القرن العشرين، استلهمت من الهندسة المعمارية لجنوب تونس، حيث أضيفت إلى حديقة بها مسبح داخلي مضيئ.

## روابط خارجية
- دار الكاملة على موقع سفارة فرنسا في تونس.